# Khirbet al-Jami
Khirbet al-Jami '( tiếng Ả Rập: خربة الجامع) là một ngôi làng Syria nằm trong Tiểu khu Hirbnafsah ở quận Hama. Theo Cục Thống kê Trung ương Syria (CBS), Khirbet al-Jami có dân số 1.078 trong cuộc điều tra dân số năm 2004.